# Josep María Abella Batlle
Mons. Josep María Abella Batlle, C.M.F. (* 3. listopadu 1949, Lleida) je španělský římskokatolický duchovní, člen Kongregace misionářů synů Neposkvrněného srdce blahoslavené Panny Marie a biskup Fukuoky.

## Život
Narodil se 3. listopadu 1949 v Lleidě.
Po středoškolském vzdělání nastoupil na studium filosofie a teologie na fakultě jezuitské teologie v Sant Cugat del Vallès. Následně byl poslán do Japonska na studium japonštiny.
Rozhodl se vstoupit do Kongregace misionářů synů Neposkvrněného srdce blahoslavené Panny Marie a 22. srpna 1966 složil své časné sliby a 8. prosince 1972 své věčné sliby.
Dne 12. července 1975 byl vysvěcen na kněze. Po vysvěcení se stal koadjutorem (pomocníkem) ve farnosti Midorigaoka v japonské diecézi Nagoja. Dále zastával pozici poradce klaretiánské provincie, ředitele mateřské školy Uminohoši v arcidiecézi Ósaka, faráře farnosti v Hirakatě. Roku 1981 se stal ředitelem scholastického institutu, kde působil deset let. V této době byl také ředitelem mateřské školy Akenohoši v diecézi Nagoja a provinciálem klaretiánů.
V letech 1991-2003 byl ředitelem klaretiánského výboru pro evangelizaci v Římě. Ve dvou obdobích v letech 2003-2015 byl generálním představeným klaretiánů se sídlem v Římě. Následně odešel zpět do Japonska, kde se usadil ve farnosti v Imaichi.
Roku 2016 se stal členem vikariátu Širokita Foraria ósacké arcidiecéze a později se stal farářem ósacké katedrály.
Dne 2. června 2018 jej papež František jmenoval pomocným biskupem arcidiecéze Ósaka a titulárním biskupem z Malamocca. Biskupské svěcení přijal 16. července 2018 z rukou kardinála Thomase Man’yō Maedy a spolusvětiteli byli arcibiskup Joseph Mitsuaki Takami a arcibiskup Tarcisio Isao Kikuchi.
Dne 14. dubna 2020 jej papež ustanovil diecézním biskupem Fukuoky.